# Ballobar
Ballobar est une commune d'Espagne dans la province de Huesca en communauté autonome d'Aragon.
Son territoire se situe au pied du massif montagneux des Pyrénées sur les bords du Rio Cinca et de l'Alcanadre.

## Géographie
Administrativement la localité se trouve à l'est de l'Aragon dans la comarque de la Bajo Cinca/Baix Cinca.

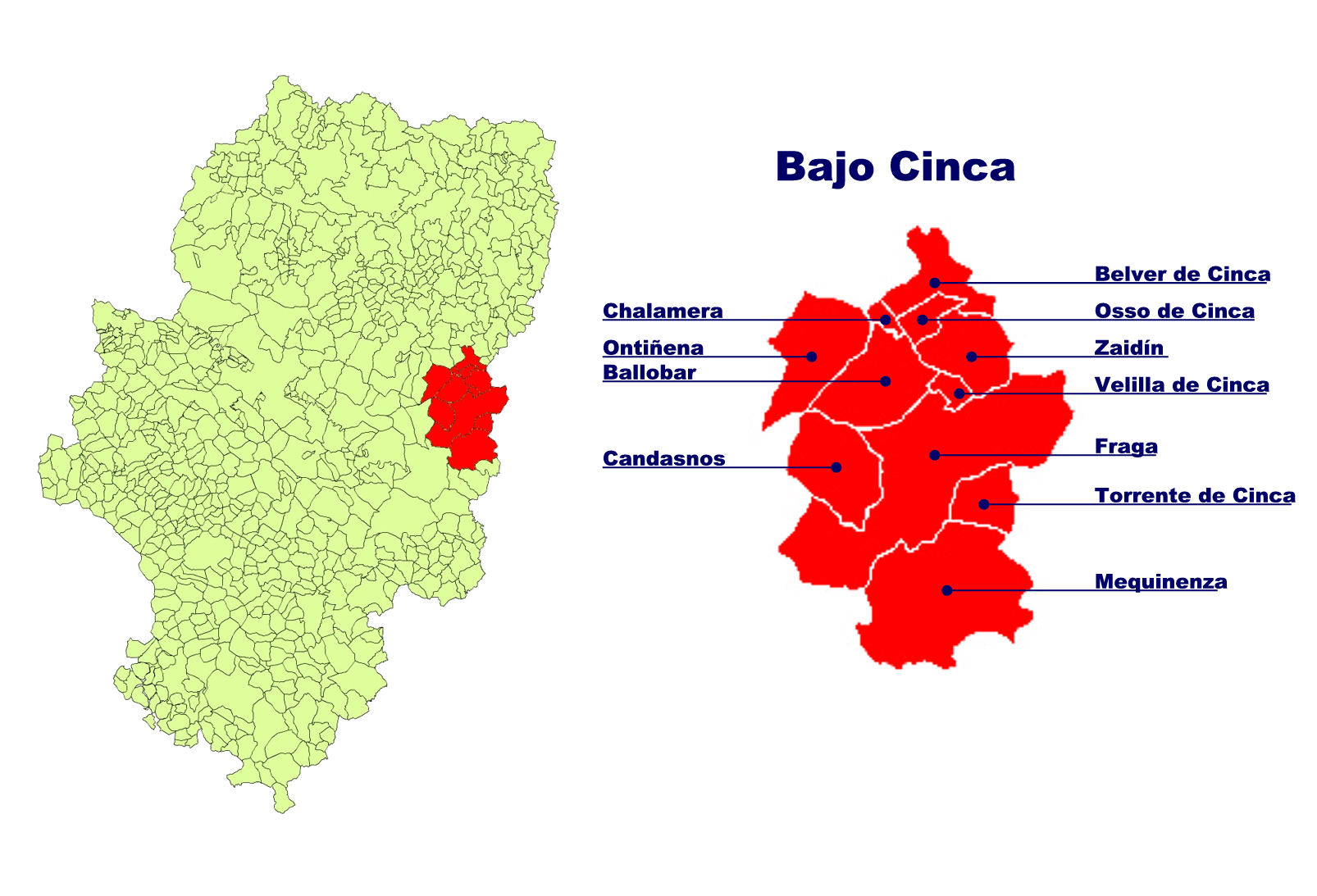
Territoire des communes en la comarque de la Bajo Cinca/Baix Cinca (zone rouge, reste de l'Aragon en vert clair)

Localités limitrophes : À compléter

## Histoire
La paroisse de Ballobar a appartenu aux Templiers. En 1301, l'évêque de Lérida, en représailles au refus de ces derniers de s'acquitter d'un subside envers la ville de Lérida, a envahi l'église de Ballobar et emprisonné son chapelain. Boniface VIII fulmina une bulle afin de mettre un terme à ce conflit et manda 3 religieux de la région pour clore le litige.

## Politique et administration
| Période | Période | Identité                    | Étiquette | Qualité |
| ------- | ------- | --------------------------- | --------- | ------- |
| 1979    | 1983    | Grabiel Areste Colom        | UCD       |         |
| 1983    | 1987    | Álvaro Enrech Val           | PSOE      |         |
| 1987    | 1991    | Álvaro Enrech Val           | PSOE      |         |
| 1991    | 1995    | María José Fontanet Bardají | PSOE      |         |
| 1995    | 1999    | José Sasot Miró             | PP        |         |
| 1999    | 2003    | María José Fontanet Bardají | PSOE      |         |
| 2003    | 2007    | María José Fontanet Bardají | PSOE      |         |
| 2007    | 2011    | María José Fontanet Bardají | PSOE      |         |

## Démographie
| Évolution démographique | Évolution démographique | Évolution démographique | Évolution démographique | Évolution démographique | Évolution démographique | Évolution démographique | Évolution démographique | Évolution démographique | Évolution démographique | Évolution démographique | Évolution démographique | Évolution démographique | Évolution démographique | Évolution démographique | Évolution démographique | Évolution démographique | Évolution démographique |
| 1842                    | 1857                    | 1860                    | 1877                    | 1887                    | 1897                    | 1900                    | 1910                    | 1920                    | 1930                    | 1940                    | 1950                    | 1960                    | 1970                    | 1981                    | 1991                    | 2001                    | 2007                    |
| ----------------------- | ----------------------- | ----------------------- | ----------------------- | ----------------------- | ----------------------- | ----------------------- | ----------------------- | ----------------------- | ----------------------- | ----------------------- | ----------------------- | ----------------------- | ----------------------- | ----------------------- | ----------------------- | ----------------------- | ----------------------- |
| 989                     | ..                      | ..                      | 2064                    | 2183                    | 2158                    | 2333                    | 2389                    | 2292                    | 2230                    | 2117                    | 1665                    | 1530                    | 1365                    | 1253                    | 1148                    | 1007                    | 990                     |

## Culture locale et patrimoine

### Lieux et monuments
- Les vestiges d'une tour de guet médiévale ;
- Le pont médiéval sur l'Alcanadre ;
- Les vestiges d'une forteresse musulmane ;
- L'église paroissiale ;
- L'ermitage Saint-Jean-Baptiste ;
- L'ermitage de Notre-Dame de Loreto ;
- L'ermitage Saint-Roch.